# Mamohato
 'Mamohato Bereng Seeiso (ur. 28 kwietnia 1941 w Tebang jako księżniczka Tabita ‘Masentle Lerotholi Mojela, zm. 6 września 2003 w Mantsonyane) – królowa Lesotho poprzez małżeństwo z królem Moshoeshoe II, po śmierci męża królowa-matka. Dwukrotnie sprawowała regencję w imieniu męża (5 czerwca-20 listopada 1970, 6-12 listopada 1990) i raz w imieniu syna króla Letsie III (15 stycznia-7 lipca 1996).
Pochodziła z arystokratycznego rodu. Była praprawnuczką Moshoeshoe I.
23 sierpnia 1962 w Maseru poślubiła wielkiego wodza protektoratu brytyjskiego Basuto Moshoeshoe II (4 października 1966 Basuto przekształciło się w niepodległą monarchię pod nazwą Lesotho, a Moshoeshoe II został królem tego państwa). Para miała troje dzieci:
- Letsie III (ur. 1963), króla Lesotho w latach 1990-1995 i ponownie od 1996.
- księcia Seeiso (ur. 1966)
- księżniczkę Constance Christinę Maseeiso (1969-2004)